# Igor Ryczkow
Igor Wiktorowicz Ryczkow, ros. Игорь Викторович Рычков (ur. ?, zm. po 1944 r.) – rosyjski emigracyjny działacz polityczny, oficer Rosyjskiego Korpusu Ochronnego podczas II wojny światowej
Uczestniczył w latach 1918–1920 w wojnie domowej w Rosji. Walczył w wojskach Białych, dochodząc do stopnia rotmistrza. Na emigracji zamieszkał w Królestwie SHS. Był współtwórcą młodzieżowej organizacji sportowej Rosyjski Sokół. W 1935 r. utworzył jugosłowiański oddział Rosyjskiej Partii Faszystowskiej, który osiągnął liczebność ok. 1 tys. ludzi. Nawiązał bliskie kontakty z Narodowym Związkiem Pracujących (NTS) i Ludowym Ruchem Oporu (RNO). Wygłaszał wykłady na różnych spotkaniach i zjazdach białej emigracji rosyjskiej. Po zajęciu Jugosławii przez wojska niemieckie w kwietniu 1941 r., wstąpił do nowo formowanego Rosyjskiego Korpusu Ochronnego. Miał stopień porucznika. W grudniu 1944 r. został ciężko ranny. Jego dalsze losy są nieznane.